# Razan Zaitouneh
Razan Zaitouneh (O Zeitunah, رزان زيتونة (árabe) Siria, 29 de abril de 1977) es una abogada de derechos humanos y activista de la sociedad civil siria. Activamente implicada en la revuelta siria, pasó a la clandestinidad después de ser acusada por el gobierno de ser un agente extranjero y su marido fue arrestado. Zaitouneh documentó sobre los derechos humanos en Siria para los Comités de Coordinación Locales de Siria.
Se graduó en la escuela de derecho en 1999 y en 2001 empezó su trabajo como abogada. Ha sido miembro del equipo de abogados para la defensa de prisioneros políticos desde 2001. Ese mismo año, Razan fue una de las fundadoras de la Asociación de Derechos Humanos en Siria (HRAS). En 2005, Razan Zaitouneh fundó SHRIL (Enlace de Información de Derechos Humanos Sirio), a través de la que continuó informando sobre violaciones de los derechos humanos en Siria. Desde 2005, Razan Zaitouneh es también un miembro activo del Comité de Apoyo a Familias de Prisioneros Políticos en Siria.
El 27 de octubre de 2011, fue galardonada con el Premio Sájarov para la Libertad de Conciencia, conjuntamente con cuatro otros árabes. Anteriormente recibió el Premio Anna Politkovskaya por Llegar a Todas las Mujeres en Guerra. En 2013 Razan Zaitouneh le fue concedido el Premio Internacional a las Mujeres con Coraje.
En diciembre de 2013, sitios web de oposición informaron que Zaitouneh había sido secuestrada junto con su marido, Wael Hamadeh, y dos colegas, Samira Khalil y Nazem Hammadi, en Douma, ciudad controlada por la oposición, al norte de Damasco, A partir de diciembre de 2015 se desconoce su paradero y la identidad de los secuestradores, inciertos, a pesar de que se sospecha que el grupo rebelde Islamista Salafi Ejército del Islam fue responsable.

## Reconocimientos
- Sakharov Prize for Freedom of Thought 2011.
- The 2011 Anna Politkovskaya Award.[11]
- The Ibn Rushd Prize for Freedom of Thought for the year 2012 in Berlin.